# Phaenolobus quadratareas
Phaenolobus quadratareas är en stekelart som beskrevs av Wang 1992. Phaenolobus quadratareas ingår i släktet Phaenolobus och familjen brokparasitsteklar. Inga underarter finns listade i Catalogue of Life.